# Algunas Bestias
Pour plus de détails, voir Fiche technique et Distribution.
Algunas Bestias est un thriller chilien réalisé par Jorge Riquelme Serrano et sorti en 2019.

## Synopsis
Une famille est en voyage dans le sud du Chili. Alors qu'ils vont sur une île isolée, le bateau qu'ils ont pris pour s'y rendre repart sans eux, les laissant seuls.

## Fiche technique
Sauf indication contraire, les informations mentionnées dans cette section peuvent être confirmées par la base de données cinématographiques IMDb,  présente dans la section « Liens externes ».
- Titre original : Algunas Bestias
- Réalisation : Jorge Riquelme Serrano
- Scénario : Jorge Riquelme Serrano et Nicolás Diodovich
- Musique : Carlos Cabezas
- Direction artistique : Patricia Figueroa
- Photographie : Eduardo Bunster
- Montage : Valeria Hernandez et Jorge Riquelme Serrano
- Production : Jorge Riquelme Serrano
- Société de production : Laberinto Films
- Société de distribution : Tamasa Distribution (France)
- Pays de production :  Chili
- Langue originale : espagnol
- Format : couleur — 2,35:1
- Genre : thriller
- Durée : 95 minutes
- Dates de sortie :
  - Espagne : 28 septembre 2019 (Saint-Sébastien)
  - France : 20 avril 2022
- Classification :
  - France : interdit aux moins de 12 ans avec avertissement lors de sa sortie en salles et aux moins de 16 ans à la télévision[réf. nécessaire]

## Distribution
Sauf indication contraire, les informations mentionnées dans cette section peuvent être confirmées par la base de données cinématographiques IMDb,  présente dans la section « Liens externes ».
- Paulina García : Dolores
- Alfredo Castro : Antonio
- Andrew Bargsted : Maximo
- Gastón Salgado : Alejandro
- Nicolas Zarate : Nicolas
- Millaray Lobos : Ana